# Thoubal
Thoubal – miasto w Indiach, w stanie Manipur. Według danych szacunkowych na rok 2008 liczy 47 087 mieszkańców. Ośrodek przemysłowy.